# 宗谷组
宗谷组是位于中国西藏芒康、察雅、类乌齐一带的上白垩世地层，1986年由赵喜进等命名。该地层以褐红、棕红色砾岩、砂岩为主，间夹杂色泥岩。